# アイスホッケー南アフリカ共和国代表
アイスホッケー南アフリカ代表（アイスホッケーみなみアフリカだいひょう、英語: South Africa men's national ice hockey team）は、南アフリカ共和国のアイスホッケーナショナルチーム。1937年2月25日に国際アイスホッケー連盟に加盟した。1998年にナミビアが加盟するまでアフリカから唯一の加盟国であった。現在の世界ランキングは40位。女子代表の世界ランキングは28位。

## 主な成績
冬季オリンピック - 出場なし。
アイスホッケー世界選手権
- 1961年 19位 プールC 5位
- 1966年 19位 プールC 3位
- 1992年 28位 プールC2 2位
- 1993年 32位 プールC 12位
- 1994年 35位 プールC2 8位
- 1995年 37位 プールC2 8位
- 1998年 37位 プールD 5位
- 1999年 36位 プールD 5位
- 2000年 37位 プールD 4位
- 2001年 36位 ディビジョンII グループA 4位
- 2002年 37位 ディビジョンII グループA 5位
- 2003年 38位 ディビジョンII グループA 5位
- 2004年 39位 ディビジョンII グループB 6位（降格）
- 2005年 42位 ディビジョンIII 2位（昇格）
- 2006年 40位 ディビジョンII グループA 6位（降格）
- 2007年 44位 ディビジョンIII 4位
- 2008年 42位 ディビジョンIII 2位
- 2009年 40位 ディビジョンII グループB 6位（降格）
- 2010年 46位 ディビジョンIII グループB 3位

|                | 年月日        | 場所                     | 得失点                               |
| -------------- | ------------- | ------------------------ | ------------------------------------ |
| 国際試合初登場 | 1961年3月3日  | スイス, ローザンヌ       | ユーゴスラビア 12 南アフリカ共和国 3 |
| 最多得点差勝利 | 2005年3月7日  | メキシコ, メキシコシティ | 南アフリカ共和国 38 アルメニア 2     |
| 最多得点差敗北 | 1993年3月16日 | スロベニア, ブレッド     | カザフスタン 12 南アフリカ共和国 3   |